# Agotamiento de nutrientes
El agotamiento de nutrientes es una forma de agotamiento de recursos y se refiere a la pérdida de nutrientes y micronutrientes en un hábitat o partes de la biosfera, con mayor frecuencia el suelo (agotamiento del suelo, degradación del suelo). A nivel de nicho ecológico o ecosistema completo, el agotamiento de nutrientes también puede ocurrir por la pérdida del sustrato nutritivo (pérdida de suelo, pérdida de humedales, etc.). Los nutrientes suelen ser el primer eslabón de la cadena alimentaria, por lo que la pérdida de nutrientes en un hábitat afectará al ciclo de nutrientes y, finalmente, a toda la cadena alimentaria.
El agotamiento de nutrientes puede referirse a cambios en la composición relativa de nutrientes y la cantidad total de nutrientes (es decir, la abundancia de alimentos). La actividad humana ha cambiado tanto en el entorno natural de forma extensiva, normalmente con efectos negativos sobre la flora y la fauna silvestres.
El efecto contrario se conoce como eutrofización o contaminación por nutrientes. Tanto el agotamiento como la eutrofización conducen a cambios en la biodiversidad y la abundancia de especies (generalmente una disminución). Los efectos son bidireccionales en el sentido de que un cambio en la composición de especies en un hábitat también puede provocar un cambio en la composición de nutrientes.